# Pietro Bailardo
Pietro Bialardo o Pietro Baialardo (Pïétre Bajalàrde nei dialetti altomeridionali) è un personaggio leggendario e, talvolta, una maschera popolare italiana di brigante e capitano di ventura. Le storie che riguardano la sua figura sono diffuse nella tradizione orale di molti paesi dell'Italia centro-meridionale, che lo descrivono come il più potente dei maghi, istruito dal Libro del comando, un antico formulario di magia bianca e nera che si diceva scritto ai tempi di Virgilio, se non, addirittura, frutto della mano dello stesso poeta latino.

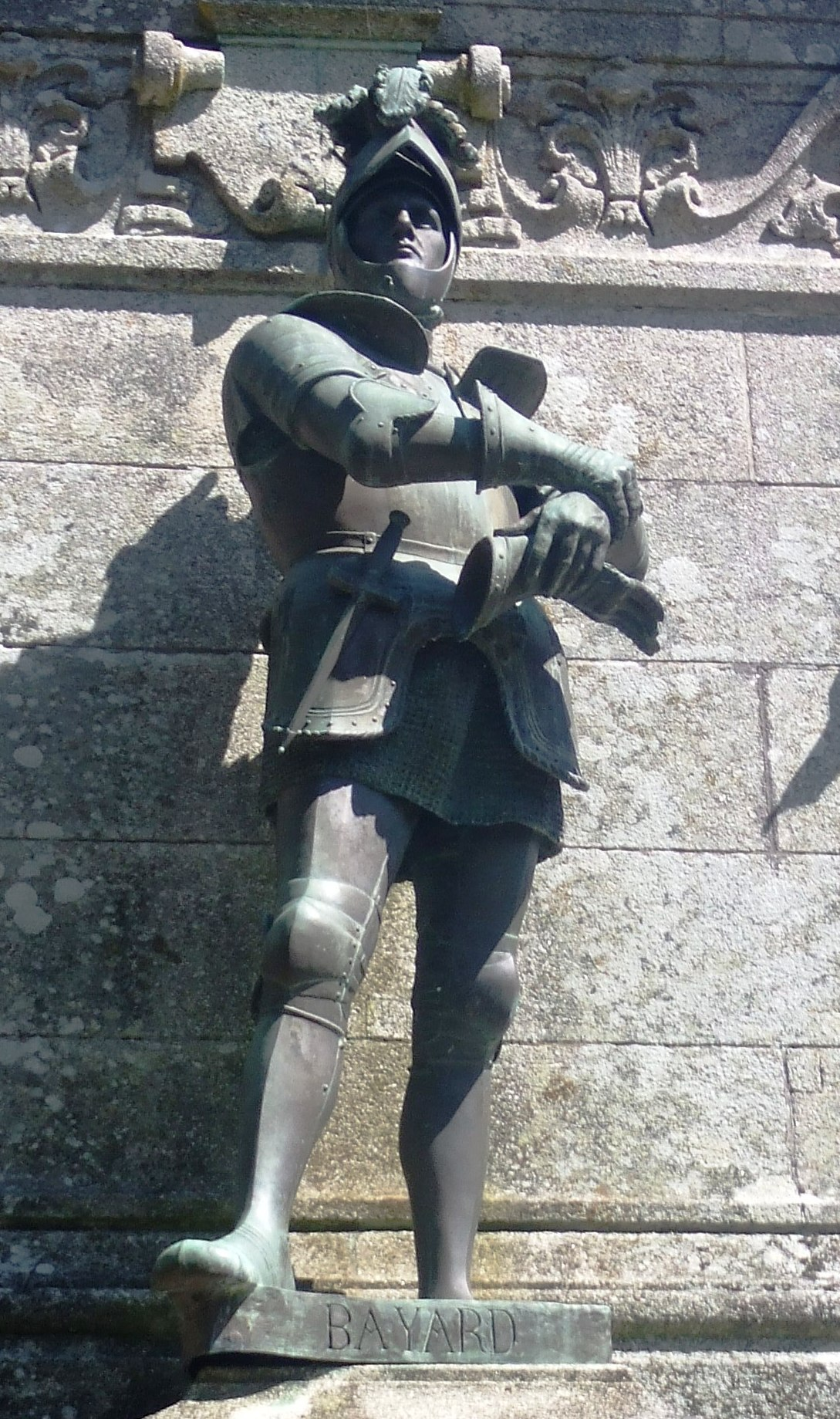
Statua di Pierre Terrail de Bayard a Sainte-Anne-d'Auray, in Bretagna

(Detto popolare campano)

## Personaggio e storia
La grottesca figura di Pietro Bailardo è prevalentemente legata alla tradizione folclorica napoletana e campana, che lo presenta con i caratteri tipici dell'antieroe quattrocentesco, che stravolge i topos e i canoni cortesi decantati nella letteratura toscana, anticipando nella cultura orale una tradizione picaresca che poi troverà il suo compimento nella letteratura ispanica (Don Chisciotte, Zorro). Gli studi che sono stati effettuati su questo personaggio sono comunque vaghi e disorganici, tanto che di Pietro Bailardo non è chiara né l'origine né la reale consistenza storica. 

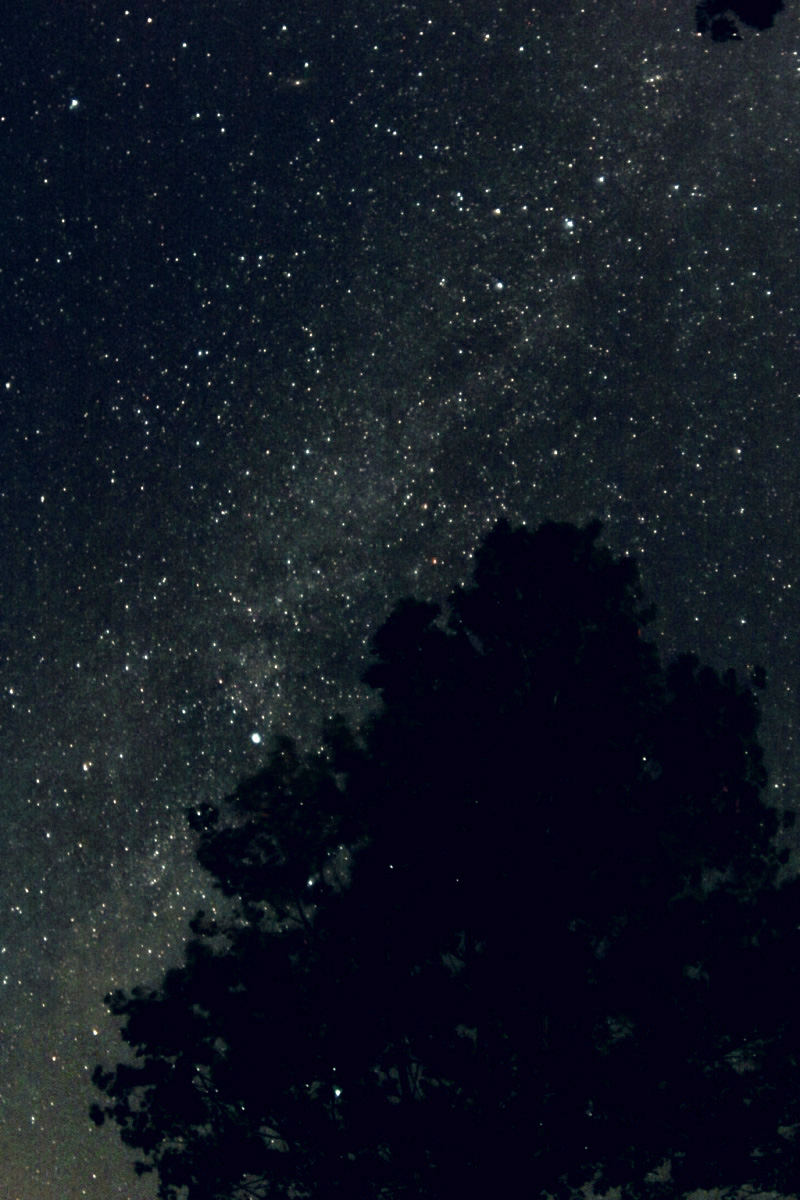
La Via Lattea, nella tradizione abruzzese, fu creata da Baliardo come cammino per Santiago di Compostela

### Tradizioni abruzzesi e salernitane
Il fatto che, in Abruzzo si riconosca in Pietro Bailardo un potentissimo mago e fattucchiere, convertitosi infine al Cristianesimo in occasione di qualche festa paesana o con la Controriforma, fa pensare, anche grazie ad alcune testimonianze raccolte nel salernitano, che la fama del nome fosse legata originariamente a storie di magia e di stregoneria e che solo dopo, sotto l'influenza della letteratura toscana in Campania, Bailardo sia diventato una sorta di eroe popolare o di brigante (trickster) che raggira i potenti della tradizione cavalleresca. Così alcuni identificano il Bailardo con Pietro Barliario, un famoso alchimista e filosofo o medico della Scuola medica salernitana dell'XI-XII secolo. In altri casi l'assonanza del suo nome lo ha fatto confondere con Pietro Abelardo. 
A Torricella Peligna e a Sulmona si ricorda un episodio che accomuna Baialardo ad altri maghi leggendari, in cui lo stregone, recatosi in visita a casa di un'amante (che in alcune tradizioni è la maga Angiolina), è fatto salire alla finestra da una cesta e la donna, invece di accoglierlo in casa, lo lascia sospeso a mezz'aria. Per liberarsi da quell'impaccio Bailardo chiede aiuto al nipote, indicandogli di recuperare il libro del comando e di procurarglielo; il giovane però, scoperto il luogo segreto in cui il mago custodiva il libro, non regge alla tentazione di aprirlo, invocando così inavvertitamente una schiera di diavoli che non riesce a placare finché non ordina loro un lavoro titanico e apotropaico: la costruzione di una via tra Capua e Roma con le pietre che si trovano nel fondo del mare; e così, impegnati i demoni, fu costruita la via Casilina. 
Allo stesso modo altre grandi opere pubbliche romane nel Lazio meridionale e in Campania sono attribuite alla potenza del Libro del comando virgiliano, che la volontà del Bailardo impiega per fare dei demoni suoi schiavi e dunque per la realizzazione, sulla via Appia, del Ponte Ronaco a Sessa Aurunca o, a Salerno dei Ponti del Diavolo in via Arce, a Pozzuoli del Ponte di Caligola, o anche dell'intera via Appia attraverso le paludi della Marittima. La stessa Via Lattea, nella tradizione abruzzese, sarebbe opera di Pietro Bailardo, che la costruì per recarsi in pellegrinaggio a Santiago di Compostela.

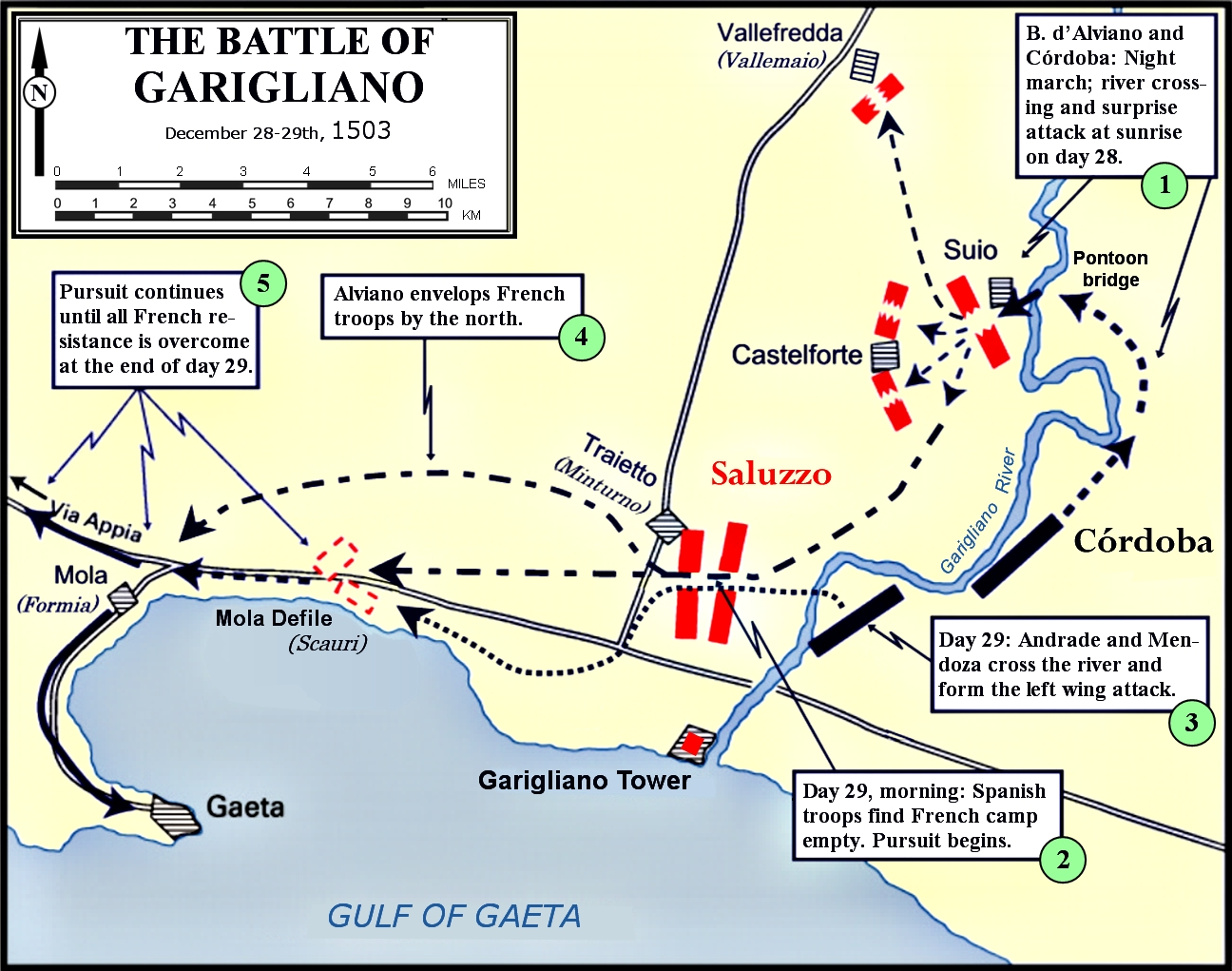
La battaglia del Garigliano, in cui combatté il signore di Bayard dalla parte di Ludovico II di Saluzzo

### Tradizioni campane
Il passaggio dalla stregoneria al picaresco fu breve, anche perché nel folklore europeo il confine tra eroe, antieroe e stregone è piuttosto sottile, spesso dettato dalle varie riforme culturali e filosofiche, nonché dal sovrapporsi di diverse tradizioni popolari, che interessavano le nazioni (basti pensare ad altre figure storiche o letterarie come il Dottor Faust, Giovanna d'Arco e il «delfino di Francia» o l'Ebreo errante): in Terra di Lavoro Bailardo è un soldato francese che durante la guerra fra Spagna e Francia per la conquista del Regno di Napoli, combatté sul fronte del Garigliano mentre di notte, lasciando l'armatura, scorrazzava per le campagne dei paesi intorno a sedurre le donne e le vergini consumando amori illegittimi travestito da brigante.
La leggenda campana vuole ancora che, anche a guerra finita, Bailardo venisse dalla Francia stessa in Terra di Lavoro per soddisfare le sue vecchie e nuove amanti. Così un giorno gli uomini campani, per riappropriarsi delle loro donne e delle loro figlie, non riuscendo a catturare il vero Bailardo, ne costruirono un fantoccio. Poi, fingendo che fosse il seduttore francese, diedero fuoco a quel simulacro, gridando in ogni paese la morte del Bailardo, imponendo una tradizione che si rinnova in ogni carnevale, quando gli uomini si ubriacano e le donne piangono la morte del fantoccio. Il Bailardo campano è identificato con Pierre Terrail, signore di Bayard, e fu la maschera più tipica della Campania finché a Napoli, alla fine del XVI secolo, non fu sostituita dalle imprese erotiche e vandaliche di Pulcinella. Nel Lazio meridionale è ancora vivo il ricordo di questo personaggio come maschera carnevalesca a Cassino e circondario o nella toponomastica (località Baiolardo a Sora).

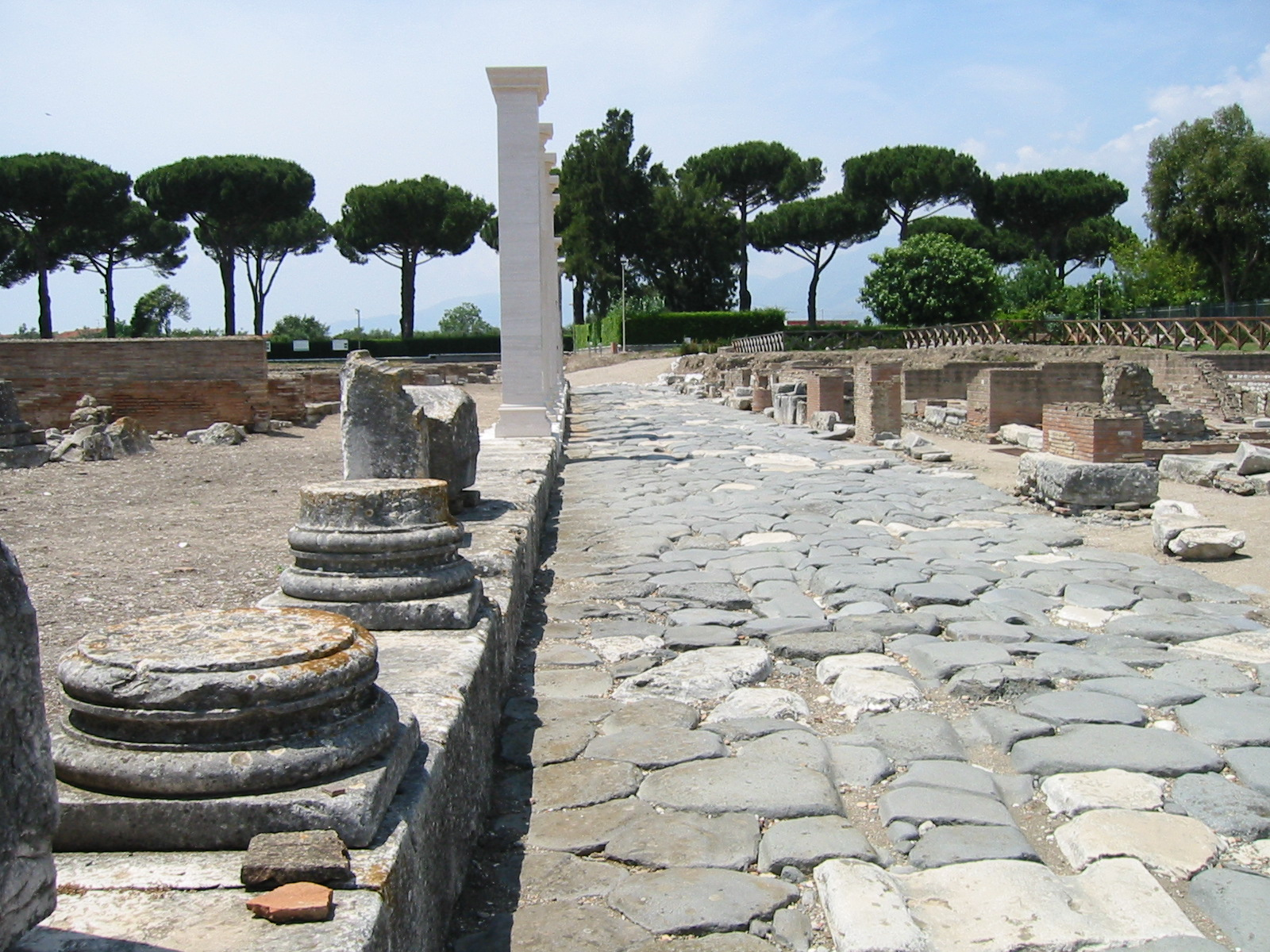
La via Appia a Minturnae

### Bailardo a Roma
Storie che riguardano Pietro Bailardo sono raccontate anche a Roma, prive però delle suggestioni abruzzesi, campane e laziali e senza nessuna connessione con Virgilio. Il potente mago giunse alla fine della sua vita a Roma, pentito, per espiarvi i suoi peccati. Si confessò e ricevette la Comunione nel Pantheon ma, appena ne fu fuori, un diavolo gli si figurò dinnanzi pretendendo il compenso dei suoi servigi: il mago gli diede delle noci e si rifugiò nuovamente nel tempio, causando l'ira del demonio che sprofondò nell'abisso, dando forma al fossato che circonda il Pantheon (secondo altre versioni il diavolo avrebbe girato tanto a lungo intorno al tempio per attendere Bailardo, da scavarvi il fossato).